# Norops wampuensis
Norops wampuensis este o specie de șopârle din genul Norops, familia Polychrotidae, descrisă de Mccranie și Jörn Köhler în anul 2001. Conform Catalogue of Life specia Norops wampuensis nu are subspecii cunoscute.